# John Frederic Herbin
Pour les articles homonymes, voir Herbin.
John Frederic Herbin (Windsor, 1860 - Wolfville, 1923) est un bijoutier, un auteur, un optométriste, un homme politique et un historien canadien. Ses poèmes sont inspirés par l'histoire de l'Acadie, notamment de la déportation dans le village de Grand-Pré. Il est d'ailleurs principalement connu pour être à l'origine de la reconnaissance du lieu historique national de Grand-Pré.

## Biographie

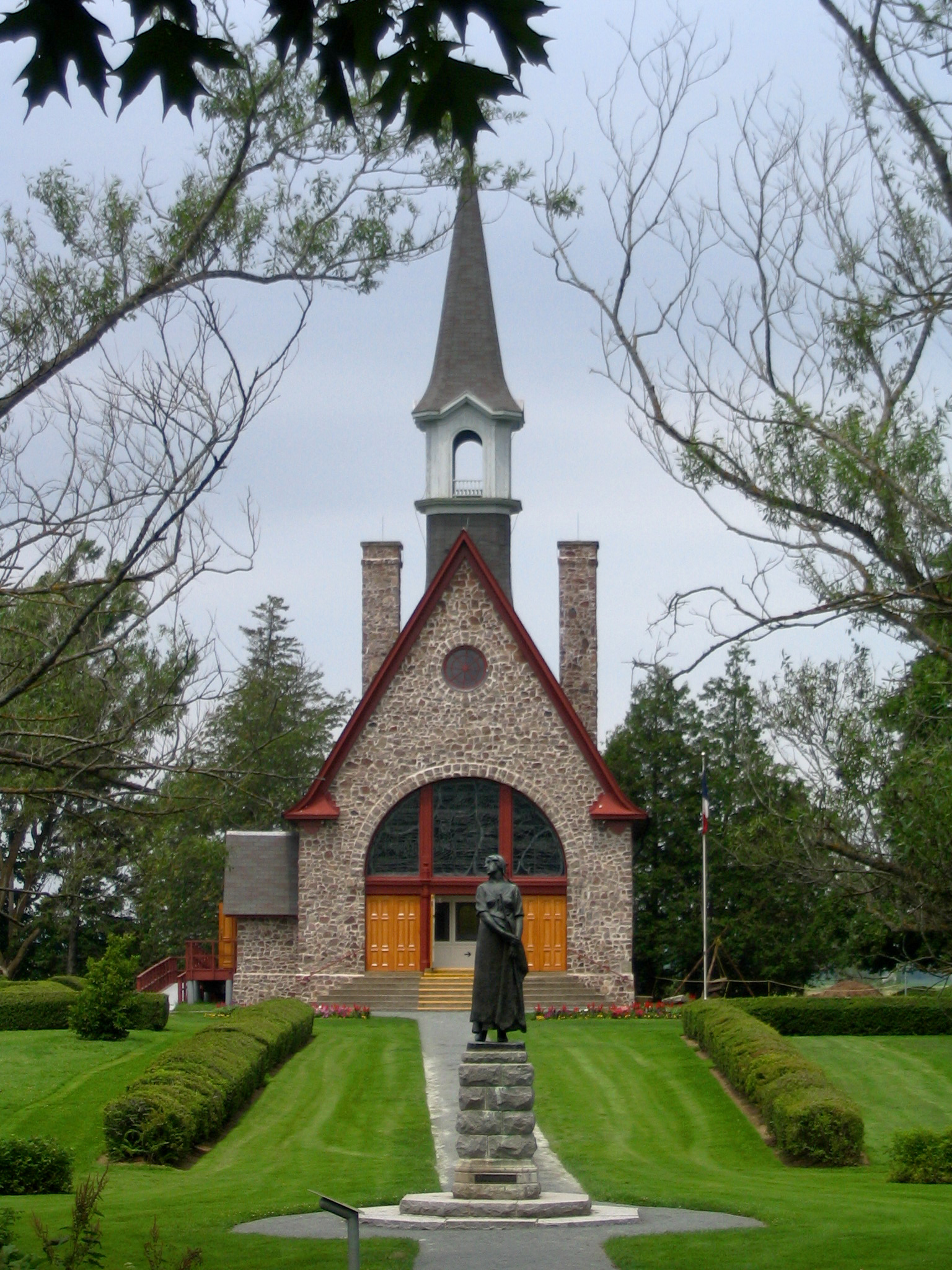
Grand-Pré.

John Frederic Herbin naît le 8 février 1860 à Windsor, en Nouvelle-Écosse. Son père est John Herbin, un horloger huguenot ayant quitté Cambrai, en France, au début des années 1850. Sa mère est Marie-Marguerite Robichaud, une acadienne.
La famille déménage à Halifax en 1870, où le père ouvre une boutique d'orfèvre; le fils quitte l'école à l'âge de neuf ans pour aider son père. La famille revient à Windsor en 1877, où père et fils pratiquent le métier d'horloger. Tous deux se rendent en 1882 au Colorado et au Nouveau-Mexique, où le fils enseigne durant deux ans. Le fils revient ensuite fonder la bijouterie Herbin Jewellers à Wolfville, qui existe toujours.
John Frederic Herbin entre à l'Université Acadia en 1886 et obtient une licence ès arts en 1890. Il enseigne la sténographie à partir de 1891 et est diplômé en optométrie du Ontario Optical Institute de Toronto en 1896. D'abord conseiller municipal à Wolfville, il est maire de 1902 à 1903.
Vraisemblablement inspiré par sa mère, il se donne pour « mission » de « préserver, pour les intéressés, le nom et la mémoire de [son] peuple, [celui des] Acadiens, terriblement lésés ». Il publie des poèmes et de la prose dès ses études à l'Université Acadia. Il publie en 1891 Canada, and other poems, son premier recueil de poésie; cette œuvre est marquée par le nationalisme acadien. La même année, William Bliss Carman publie certains de ses textes dans l'Independent de New York.
En 1907, John Frederic Herbin achète un terrain à Grand-Pré, sur le site présumé de l'église Saint-Charles-des-Mines, dans le but d'y établir un parc commémoratif. Robert Laird Borden et Frederick William Borden, tous deux originaires de Grand-Pré, appuient le projet, mais ce dernier demande au premier ministre Wilfrid Laurier de ne pas fournir les 50 000 $ nécessaires avant de s'assurer que le projet attirera les touristes américains. Ne parvenant pas à intéresser les Acadiens au projet et craignant que le site soit profané, John Frederic Herbin vend donc le terrain au Chemin de fer Dominion Atlantic en 1917. La Société nationale de l'Acadie prend possession du site en 1919 mais la compagnie de chemin de fer fait installer une statue d'Évangéline en 1920.
John Frederic Herbin meurt le 29 décembre 1923 à Wolfville, alors que la construction de l'église-souvenir de Grand-Pré commence. Sa collection est installée dans l'édifice après sa complétion. L'endroit est désormais connu comme le lieu historique national de Grand-Pré, inscrit sur la liste indicative du patrimoine mondial de l'UNESCO en 2004.